# Принцип, Слободан
Слободан Йовович Принцип (серб. Слободан Jове Принцип), известен в партизанских рядах под именем Селё (серб. Сељо; 25 мая 1914 — май 1942) — югославский студент и партизан Народно-освободительной войны Югославии, племянник Гаврилы Принципа, Народный герой Югославии.

## Биография
Родился 25 мая 1914 года в местечке Хаджичи близ Сараево. Отец Йово — родной брат Гаврилы Принципа, члена организации «Млада Босна» и убийцы Франца Фердинанда. Учился в Сараевской средней школе (гимназии), состоял в Союзе коммунистической молодёжи Югославии. Участвовал в формировании нелегальных молодёжных организаций, культурно-просветительских и спортивных обществ в Сараево и его пригороде. В годы учёбы в гимназии Слободан оказывал активную помощь юным коммунистам, доставляя им марксистскую литературу и партийные журналы.
Принцип учился позднее на техническом факультете Белградского университета. Был принят в коммунистическую партию Югославии, возглавил общество боснийских студентов имени Петара Кочича, которое оказывало активную помощь детям рабочих, крестьян и школьникам. Слободан много путешествовал по Боснии, агитируя в городах и сёлах, привлекая молодых граждан к сотрудничеству с коммунистической партией. В течение 1938 года он побывал в Тузле, Добое, Дервенте, Баня-Луке, Приедоре, Сараево и Мостаре. В Белградском университете Слободан дружил с Иво Рибаром, Велько Влаховичем, Османом Карабеговичем, Махмутом Бушатлием и другими деятелями Компартии Югославии. Арестовывался полицией за свою деятельность.
6 апреля 1941 Слободан Принцип нёс службу в резерве Королевской югославской армии. После капитуляции сумел избежать пленения и скрылся в Сараеве, где вступил в партизанское подполье. В июне 1941 года вошёл в состав военного руководства Боснии и Герцеговины, в июле возглавил Военный штаб Сараевской области. Вместе с Хасаном Бркичем, Славишей Вайнером и другими партизанами перебрался на Романию, где возглавил партизанское движение. Участвовал в битве за Рогатицу, в начале февраля 1942 года был назначен командиром Оперативного штаба НОАЮ в Восточной Боснии.
Во время Третьего вражеского наступления в апреле 1942 года Принцип заразился сыпным тифом, от которого скончался 25 апреля. Был похоронен в Требевиче близ Сараева. Указом от 6 ноября 1942 Слободану Принципу было  посмертно присвоено звание Народного героя Югославии:

По распоряжению Верховного штаба НОАЮ присвоено звание Народного героя Югославии товарищу Слободану Принципу (Селё), командиру Оперативного штаба Восточной Боснии и члену Главного штаба Боснии и Герцеговины. Товарищ Селё организовывал отряды партизан близ Сараево и развивал партизанское движение в этом районе.
Оригинальный текст (серб.)По одлуци Врховног штаба НОВ и ПОЈ даје се назив народног хероја другу Слободану Принципу (Сељи), команданту Оперативног штаба за Источну Босну и члану Главног штаба за Босну и Херцеговину. Друг Сељо је организовао одреде партизана око Сарајева и подигао устанак у овом крају.